# جان کارلتون پلات (دانشمند رایانه)
جان کارلتون پلات (متولد ۱۹۶۳) دانشمند رایانه آمریکایی است. وی در حال حاضر دانشمند اصلی گوگل است. پیش از این، وی معاون مدیر عامل آزمایشگاه‌های تحقیقاتی ردمونوند مایکروسافت بود. پلات از سال ۱۹۹۷ تا ۲۰۱۵ برای مایکروسافت کار کرد. قبل از آن، او به عنوان مدیر تحقیقات شرکت سیناپتیک مشغول به کار بود.

## زندگی و کار
پلات در الجین، ایلینویز متولد و در سن ۱۴ سالگی وارد دانشگاه ایالتی کالیفرنیا، لانگ بیچ شد. او پس از فارغ‌التحصیلی دانشگاه در سن ۱۸ سالگی، در برنامه دکتری علوم کامپیوتر در انستیتوی فناوری کالیفرنیا (کالتک) ثبت نام کرد.
در حالی که در کالتک زیر نظر یوجین مرل شومیکر دانشجو بود، او در ۲۵ سپتامبر ۱۹۸۴ دو سیارک ۳۲۵۹ براون و ۳۲۳۷ ویکتور پلات را در رصدخانه پالومار کشف کرد؛ وی دومین سیارک را به نام پدرش ویکتور پلات نامگذاری کرد، در حالی که اولی توسط شومیکر نامگذاری شده‌است. شومیکر به پلات اجازه داد تا یکی از اکتشافات خود، ۳۹۲۷ فیلیسیاپلات را نامگذاری کند، که وی نام مادر خود را بر آن گذاشت.
در اوت ۲۰۰۵، درخواست ثبت اختراع شرکت اپل دربارهٔ رابط پخش کننده موسیقی محبوب آی‌پاد توسط دفتر ثبت اختراع و علائم تجاری ایالات متحده رد شد. به نظر می‌رسد دلیل این موضوع این باشد که است که پنج ماه قبل از درخواست اپل، پلات درخواست ثبت اختراع برای طراحی رابطی مشابه ارائه داده بود.
در سال ۲۰۰۵، پلات به همراه دمیتری ترزوپولوس اسکار دستاورد علمی و فنی را از آکادمی هنر تصاویر و هنرهای متحرک برای کارهای پیشگامانه‌شان در تکنیک‌های رایانه ای مبتنی بر فیزیکی که برای شبیه‌سازی پارچه واقعی در تصاویر متحرک استفاده شده بود، دریافت کردند.
پلات بهینه‌سازی متوالی کمینه را، که یک روش پرکاربرد برای آموزش ماشین‌های بردار پشتیبانی است، اختراع کرد و همچنین روش مقیاس بندی پلات، روشی برای تبدیل ماشین‌های بردار پشتیبانی (و سایر دسته‌بندی کننده‌ها) را به مدل‌های احتمالی را ابداع کرد.